# 骨腫瘤
骨腫瘤是指骨骼组织出現异常生长，骨腫瘤可以分为良性和恶性。  恶性骨肿瘤通常源自身体其他部位的癌症，例如肺癌、乳腺癌、甲狀腺癌、腎癌和前列腺癌。  骨肿瘤可能会导致患者出現病理性骨折。其他症状可能包括疲劳、发热、体重减轻、贫血和恶心。有时候骨腫瘤没有任何症状，而是在患者在檢查其他问题时順帶發現的。
醫院通常通过X射线和其他放射攝影技術，如CT扫描、 磁共振成像、正子斷層造影和骨闪烁扫描來判斷患者是否患有骨腫瘤。 有時患者也會進行血液检查，例如進行全血细胞计数、炎症标志物檢測、蛋白質電泳、 前列腺特异抗原檢測、肾功能測試和肝功能測試。 還有醫院會测试患者尿液中的本斯·琼斯蛋白。 有些醫院为了進一步確認患者是否罹患骨腫瘤，可能還要进行活體組織檢查。
最常见的骨肿瘤是非骨化性纤维瘤。在美国，被诊断出患有骨关节癌后的平均五年存活率为67%。已知最早的骨肿瘤是在南非发现的距今160至180万年前的足骨中的骨肉瘤。